# I primitivi
I primitivi (Early Man) è un film d'animazione del 2018 ideato, co-prodotto e diretto da Nick Park.

## Trama
Dag è un gracile ma coraggioso cavernicolo che, insieme all'amico cinghiale Grugno, fa parte di una tribù guidata dal saggio Barbo. Una notte, la tribù viene attaccata e costretta alla fuga dall'esercito del tirannico e malvagio dittatore Lord Nooth, il quale proclama ufficialmente la fine dell'Età della Pietra a favore dell'Età del Bronzo. Dag, che tenta inutilmente di opporsi, cade accidentalmente in un cesto e giunge nella città governata da Lord Nooth; nel tentativo di fuggire e tornare nella valle della sua tribù, Dag viene scambiato per un giocatore di calcio, dopo essere finito nello spogliatoio della squadra del Real Bronzio. Di fronte alla platea, Dag stringe un accordo con Lord Nooth: se lui e la sua tribù riusciranno a sconfiggere i campioni dell'Età del Bronzo, Lord Nooth restituirà loro la valle; in caso contrario, dovranno lavorare nelle miniere.
Dag però capisce che, nonostante siano stati proprio i loro antenati ad inventare il calcio, la sua tribù non è in grado di “capirlo”. Frustrati per i mancati progressi e dopo che la loro unica palla si buca, Dag e Grugno decidono di intrufolarsi di notte nel campo da calcio della Città del Bronzo per rubare alcune palle, cosa che riescono a fare grazie all'aiuto di Ginna (che Dag aveva precedentemente incontrato), una ragazza appassionata di calcio e di grande talento la quale però, essendo donna, non può giocare nelle squadre locali. Ginna si offre di allenare la squadra di Dag, affermando che loro potrebbero vincere perché lavorano di squadra, mentre i membri del Real Bronzio sono perlopiù individualisti.
Con l'avvicinarsi del giorno della partita, la squadra di Dag fa enormi progressi. Nel frattempo, Lord Nooth riceve un messaggio dalla Regina Suprema, la quale lo rimprovera per l'accordo stretto con i cavernicoli, al che Lord Nooth cerca di scoraggiare Dag rivelandogli che, sebbene i suoi antenati abbiano inventato il calcio, erano dei pessimi giocatori, finendo per rinunciare a giocarci. A questo punto, Lord Nooth offre a Dag un patto: rinunciando a giocare alla partita, solo lui dovrà lavorare nelle miniere, mentre la sua tribù rimarrà nelle badland.
Il giorno della partita è arrivato e la Regina Suprema decide di assistervi in prima persona. Cogliendo tutti di sorpresa, Dag annuncia di aver accettato la proposta di Lord Nooth; fortunatamente la sua squadra lo convince a fare almeno un tentativo e, nonostante le iniziali difficoltà, le due squadre pareggiano ottenendo un punteggio di 3-3. Lord Nooth, furioso, stordisce l'arbitro prendendone il posto e assegnando vantaggi al Real Bronzio, come un calcio di rigore assegnato dopo un presunto fallo degli avversari. Barbo si fa male ad una gamba, ed è quindi costretto a lasciare la squadra, così Grugno prende il suo posto come portiere, riuscendo a parare il rigore che avrebbe condannato la sua squadra
. La partita riprende e, nei momenti finali del gioco, Dag segna un gol portando la sua squadra alla vittoria con un punteggio di 4-3.
Durante i festeggiamenti, Lord Nooth viene sorpreso a rubare le offerte degli spettatori, venendo quindi arrestato dalle guardie. Gli spettatori e la Regina Suprema omaggiano Dag e la sua tribù, che così possono tornare a vivere nella loro valle.

## Personaggi
- Dag: Il protagonista del film, è un giovane cavernicolo determinato e ottimista. Nonostante sia soddisfatto della sua condizione di cavernicolo, e nonostante sia fisicamente debole, spera di offrire qualcosa di più alla sua tribù. Le sue ambizioni vengono però frenate dalla prudenza del capo Barbo. Il suo migliore amico è il cinghiale Grugno.
- Barbo: è il saggio e paziente capo della tribù. La sua volontà di proteggere gli altri cavernicoli da ogni possibile pericolo lo mette in contrasto con le idee di Dag.
- Grullo: è un cavernicolo dalla mente non molto brillante. Il suo migliore amico è un menhir che chiama signor Masso.
- Gordo: è un cavernicolo dalla fame insaziabile.
- Lord Nooth: L'antagonista principale del film: è il pomposo ed egoista governatore della Città del Bronzo. È un tiranno amante del denaro e del lusso.
- Ginna: è una ragazza tenace e schietta. Grande appassionata di calcio, sogna di diventare una giocatrice professionista.
- Dribblo: è uno dei giocatori di punta della squadra di calcio del Real Bronzio.
- Tremor: è un cavernicolo di notevole statura e dal carattere gentile ma al contempo fragile. È il figlio di Magma.
- Magma: è la madre di Tremor. È una donna autoritaria che non tollera comportamenti insensati.
- Kiasso: è un cavernicolo dai capelli rossi e dalla personalità frizzante.
- Petra: è una cavernicola propensa ad infortunarsi, convinta che lo stile di vita dell'Età della pietra costituisca un danno per la sua salute.
- Dino: è l'arbitro delle partite di calcio, oltre che assistente di Lord Nooth.
- Uccello messaggero: è un piccione viaggiatore utilizzato dalla Regina Suprema per inviare messaggi a Lord Nooth.
- Bryan e Brian: sono cronisti sportivi, molto apprezzati dalla Regina Suprema.
- Regina Suprema: come dice il suo stesso nome, è la Regina Suprema. Lord Nooth lavora alle sue dipendenze.
- Lonfo: è un cavernicolo forte e silenzioso, che parla principalmente attraverso generici borbottii.
- Farfo: è un simpatico cavernicolo che fatica, letteralmente, nel farsi comprendere dagli altri.
- Grugno: è un cinghiale dal comportamento simile a quello di un cane. È il migliore amico di Dag.

## Produzione
Il 18 giugno 2007 la Aardman Animations annunciò che il regista Nick Park stava lavorando ad un nuovo lungometraggio. Il 6 maggio 2015 venne reso noto che StudioCanal avrebbe finanziato il film con un budget di 50000000 $ e gestito la sua distribuzione. Questo segna una nuova collaborazione tra StudioCanal, Aardman Animations e Nick Park. Anche il British Film Institute ha contribuito alla produzione del film tramite una lotteria nazionale.
Il 9 maggio 2016 venne rilasciata un'immagine promozionale e venne annunciato che Eddie Redmayne avrebbe doppiato il protagonista Dag. Il 19 ottobre 2016 venne annunciato che Tom Hiddleston avrebbe prestato la sua voce all'antagonista Lord Nooth.
L'intera lavorazione del film ha richiesto ben sette anni, al ritmo di 3 secondi di film prodotti al giorno. Per i personaggi sono stati realizzati 273 pupazzi di plastilina realizzati da 23 artisti e messi in movimento da 33 animatori; inoltre sono state realizzate ben 3 000 bocche intercambiabili al fine di garantire ai pupazzi la più ampia gamma di espressioni possibile.

## Promozione
Il teaser trailer in inglese è stato distribuito online il 16 marzo 2017. Il primo trailer ufficiale in inglese è uscito il 7 settembre, pubblicato in italiano il 29 novembre. Il 18 dicembre è uscito il secondo trailer ufficiale in inglese, pubblicato in italiano il 12 gennaio 2018.

## Distribuzione
Il film è stato distribuito nel Regno Unito il 26 gennaio 2018, mentre in Italia è uscito l'8 febbraio.

### Edizione Italiana
L'edizione italiana, adattata e diretta da Marco Mete presso la CDC, vede la partecipazione di diversi volti dello spettacolo, ovvero gli attori Riccardo Scamarcio, Salvatore Esposito, Corrado Guzzanti, Paola Cortellesi e Greg, lo chef Gabriele Rubini e lo sportivo Alessandro Florenzi, accompagnati dai doppiatori Monica Bertolotti, Daniele Raffaeli, Anna Cesareni e Roberto Gammino.

## Curiosità
All'inizio del film si possono vedere un triceratopo e un ceratosauro che combattono, un riferimento al film Un milione di anni fa: proprio questo film ha spinto il regista Nick Park ad intraprendere la carriera cinematografica.